# سیارک ۵۳۳۳
سیارک ۵۳۳۳ (به انگلیسی: 5333 Kanaya، نامگذاری:1990UH) پنج هزار و سیصد و سی و سومین سیارک کشف شده‌است که در ۱۸ اکتبر ۱۹۹۰ کشف شد.
قدر مطلق سیارک برابر ۱۳٫۱۰ است.